# 草海 (云南)
草海位于中国云南省鹤庆县境内，地处鹤庆县北部，因每逢秋季周围村民撑木舟到海中捞水草积肥而得名，面积1.8平方公里。草海是云南省最佳观鸟地之一，冬季有60多种鸟类，总数约在15000只以上的候鸟栖息，并发现中国国内最大的一个紫水鸡种群及小天鹅等。211省道从湖东岸经过。
现草海分为东、西两部分，西草海2001年被列为州级自然保护区；东草海在2020年12月通过了国家湿地公园验收。